# Paratraea
Paratraea is een geslacht van vlinders van de familie grasmotten (Crambidae).

## Soorten
- P. obliquivialis (Hampson, 1918)
- P. plumbipicta Hampson, 1919